# Pragmatisme

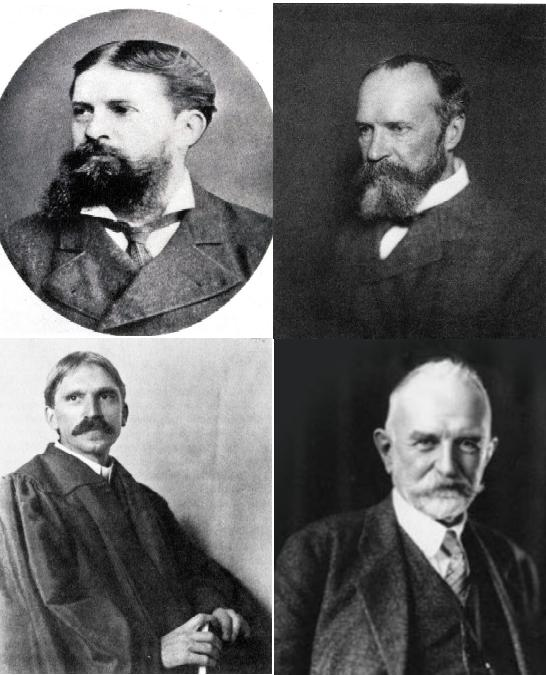
De vier voornaamste pragmatisten: C.S. Peirce, William James, John Dewey en G.H. Mead.

Het pragmatisme is een filosofische stroming, die de focus legt op het verbinden van praktijk en theorie, die volgens het pragmatisme niet los van elkaar staan. Het bekendst is wellicht de pragmatische theorie van de waarheid, volgens welke een opvatting waar is, als deze in de praktijk werkt. Waarheid wordt dus niet gedefinieerd aan de hand van een correspondentierelatie of coherentie, maar in termen van praktisch nut en maatschappelijk voordeel. Waarheid is niet iets dat vaststaat, maar iets dat mee-evolueert met de inzichten van een samenleving. Deze opvatting is nauw verwant met het fallibilisme. In het pragmatisme staat de mens als handelend wezen centraal, en staan handelen en denken in dienst van het oplossen van praktische problemen. Verdere kenmerken van het pragmatisme zijn een functionalistische en consequentialistische inslag.
Daarnaast bestaat er een morele of religieuze variant, die de waarheid van metafysische opvattingen of religieuze leerstellingen bevestigd acht, als ze heilzaam blijken op zedelijk of moreel gebied, en als ze daarin richtinggevend zijn.
In het dagelijks leven worden handelingen en ideeën, die effectiviteit boven theoretische of morele overwegingen stellen, pragmatisch genoemd.

## Geschiedenis
Pragmatisme als filosofische stroming ontstond in de Verenigde Staten, rond 1870. Haar standpunten zijn sterk bepaald door de leden van The Metaphysical Club Charles Sanders Peirce (1839–1914), William James (1842–1910), en Chauncey Wright (1830-1875), alsook door niet-leden als John Dewey (1859-1952) en G.H. Mead (1863–1931). De eerste keer dat de term gedrukt voorkwam was in 1898 door William James. Volgens James zou Peirce de term hebben bedacht rond 1870. James schreef:
I will seek to define with you what seems to be the most likely direction in which to start upon the trail of truth. Years ago this direction was given to me by an American philosopher whose home is in the East, and whose published works, few as they are scattered in periodicals, are no fit expression of his powers. I refer to Mr. Charles S. Peirce, with whose very existence as a philosopher I dare say many of you are unacquainted. He is one of the most original of contemporary thinkers, and the principle of practicalism - or pragmatism, as he called it, when I first heard him enunciate it at Cambridge in the early 70's - is the clue or compass by following which I find myself more and more confirmed in believing we may keep our feet upon the proper trail.
James zag Peirce zijn serie werken Illustrations of the Logic of Science en vooral How to Make Our Ideas Clear (1878) als de grondslag van het pragmatisme.

### Charles Sanders Peirce
Peirce was, behalve de grondlegger van het pragmatisme, een vooraanstaand logicus. Het is daarom opmerkelijk dat het pragmatisme na hem zich sterk als een empiristische (en dus anti-rationalistische) stroming heeft ontwikkeld. Als logicus was Peirce de bedenker van de waarheidstabel, een manier om de klassieke logica in een korte, en toegankelijke vorm weer te geven. 

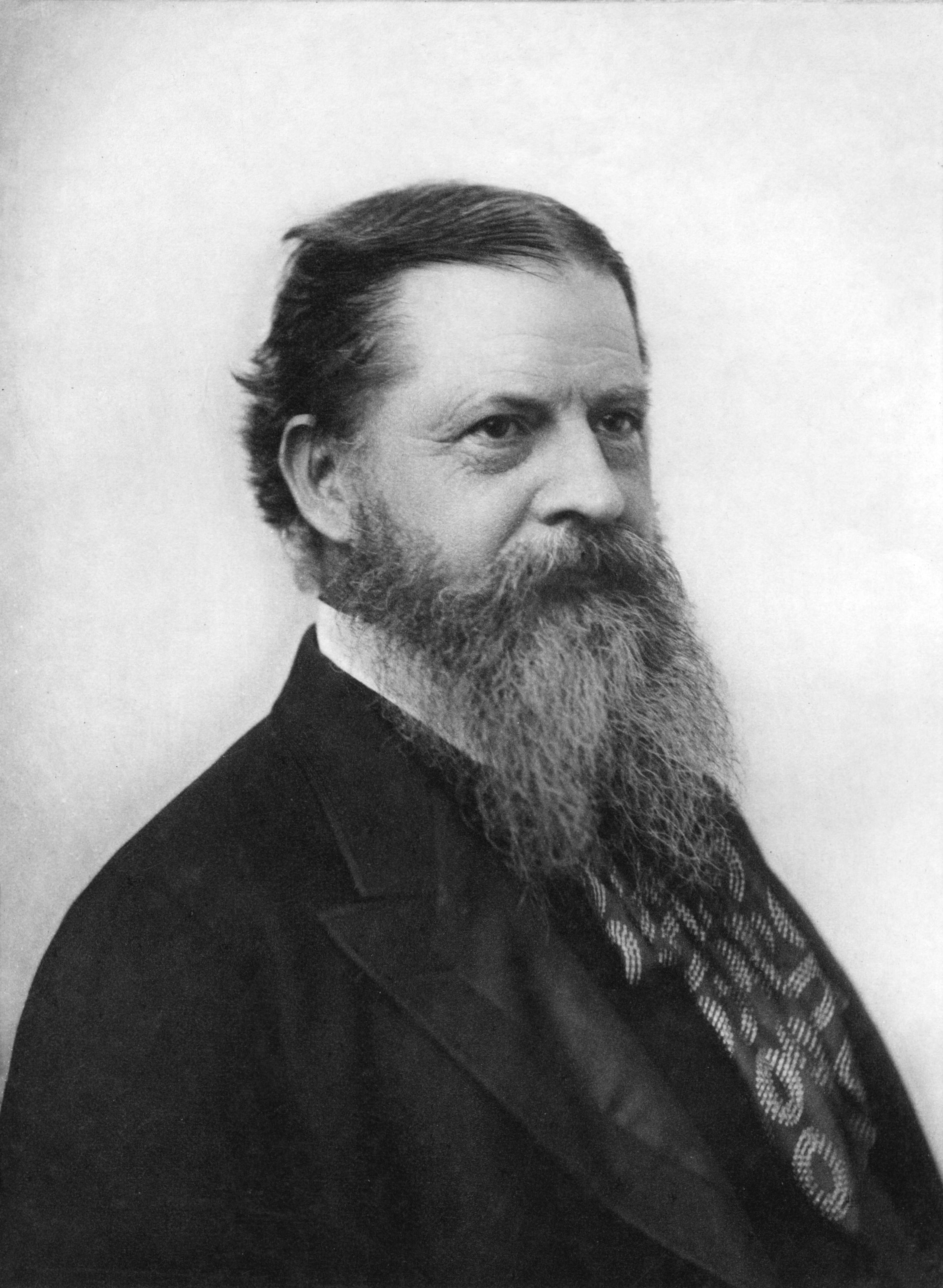
Charles Sanders Peirce

Peirce had de term "pragmatic" overgenomen uit Kants Kritik der reinen Vernunft (1781). Kant onderscheidt daarin praktische wetten, die stoelen op pragmatische, empirische principes, volgend uit motieven van welzijn, en wetten die stoelen op de zuiver rationele principes van de morele wilsvrijheid. Peirce schreef daarnaast in 1906 over de invloed die Nicholas St. John Green op hem had uitgeoefend, door diens nadruk op het belang van Alexander Bains definitie van geloof, namelijk dat geloof "[is] that upon which a man is prepared to act."
Voor Peirce was het pragmatisme vooral een methode om, met gebruikmaking van de logica, allerlei concepten op te helderen. Dit leidde tot de zogenaamde "pragmatische maxime", die hij als volgt definieerde:
Consider what effects, which might conceivably have practical bearings, we conceive the object of our conception to have. Then our conception of these effects is the whole of our conception of the object.
De betekenis van een term ligt in de concrete, waarneembare veranderingen die zij bewerkstelligt in de sociale omgeving, en niet in een abstracte, absolute, metafysische realiteit. Veel metafysische uitspraken konden door dit principe verworpen worden. De uitspraak 'Getallen bestaan echt in de werkelijkheid' heeft bijvoorbeeld geen enkel praktisch gevolg, en is dus zinloos. Peirces pragmatisme was redelijk bescheiden, en was enkel gebaseerd op het concept van 'praktische gevolgen', en niet van 'praktisch nut' dat in de interpretatie van James een grote rol ging spelen. Het pragmatisme van Peirce was ook sterk verbonden met de semiotiek, waarvan hij mede de grondlegger was.

### William James

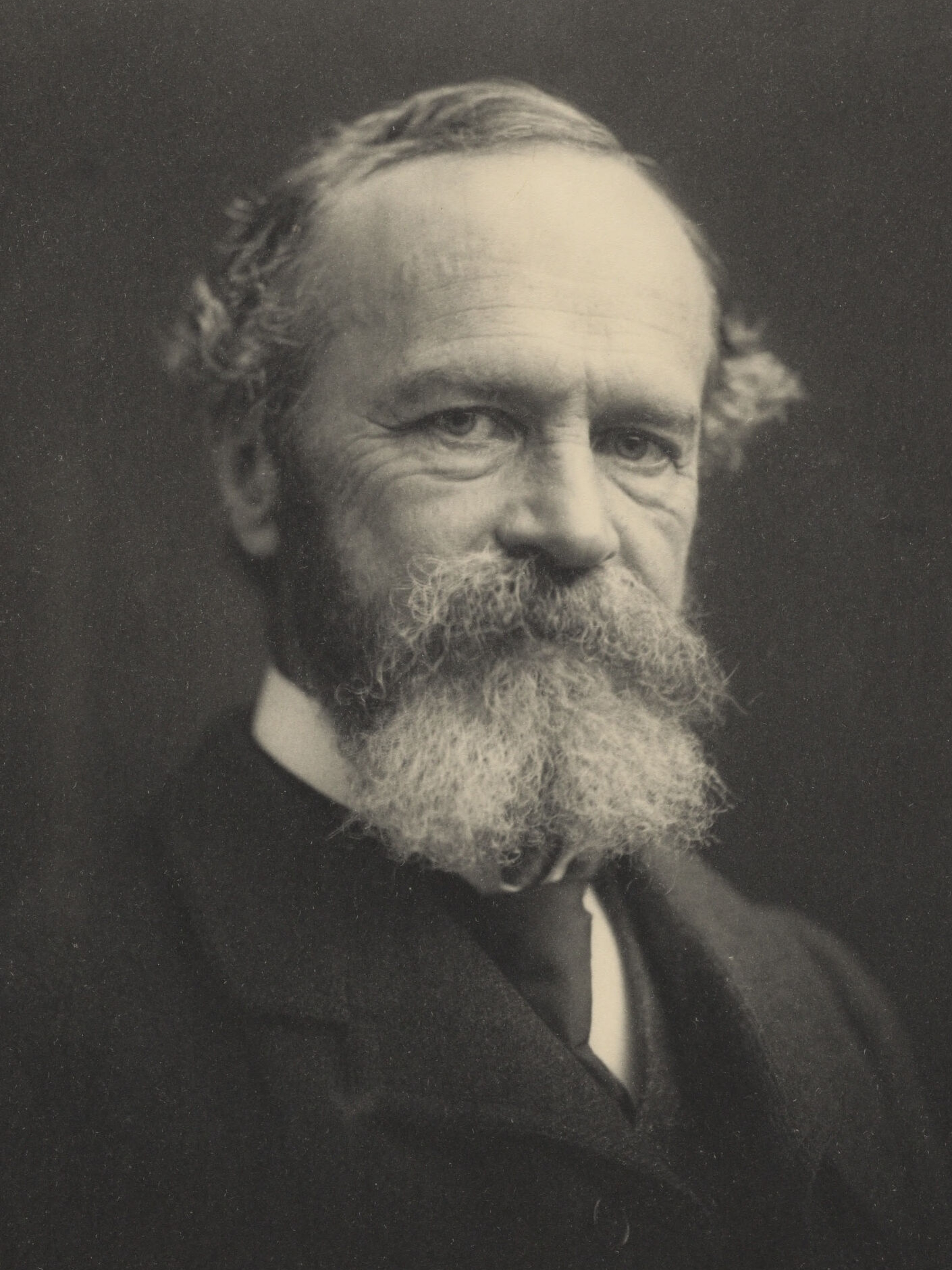
William James

Door toedoen van William James, en voornamelijk door zijn boek Pragmatism, a New Name for Old Ways of Thinking (1907), kreeg dit pragmatisme van Peirce bekendheid. James probeerde in dit boek Peirce zijn methode toe te passen op een hele reeks filosofische problemen. Ook zet hij hier zijn waarheidstheorie uiteen. Hij definieerde 'ware' overtuigingen, als overtuigingen die hun nut hebben aangetoond voor diegene die ervan overtuigd is. Zijn pragmatische theorie omtrent waarheid was een synthese tussen de correspondentietheorie en de coherentietheorie van de waarheid, met een, door James toegevoegde, extra dimensie. Voor een verifieerbare waarheid moeten gedachten en uitspraken corresponderen met de werkelijke dingen, en bovendien onderling samenhang of coherentie vertonen, net als puzzelstukjes die in elkaar passen. Deze worden op hun beurt geverifieerd door de observeerbare resultaten van de toepassing van een idee in de werkelijke praktijk. Een uitspraak is dus waar als deze zijn bruikbaarheid toont in de samenleving, de moraal, het leven. Opvallend was zijn opvatting, dat bij kwesties waar men de waarheid niet kan aantonen door rede of experiment, de mens zich moeten laten leiden door zijn passies en zijn wil. Hier komt James sterk in de buurt van de levensfilosofie.
Verder past hij zijn pragmatische standpunten toe op het vlak van de religie, in de werken Will to believe, and Other Essays in Popular Philosophy (1897) en The Varieties of Religious Experience (1902). James stelt hierin dat het bewijs voor de waarheid van eender welke stelling, afhangt van de aanvaarding van deze stelling op voorhand, zonder enig bewijs. Zo stelde James bijvoorbeeld dat het rationeel is dat men in zijn eigen capaciteit gelooft, alvorens iets te doen wat zelfvertrouwen vereist. James stelde dat dit ook geldt voor wetenschappelijk onderzoek en bij een religieus geloof, dat ook rationeel kan zijn, zelfs bij gebrek aan bewijs dat de waarheid van het geloof zou aantonen.
James, die het pragmatisme bekend maakte bij het grote publiek, had dus een verschillende interpretatie van het pragmatisme, en sommigen spreken zelfs van een misvatting. Zo legde hij bijvoorbeeld vooral de nadruk op het empirisch karakter en ook de individuele ervaring, veel minder op het sociale karakter, zoals Peirce of later Dewey en Mead dat deden. James' versie van het pragmatisme werd dan ook geassocieerd met de anti-intellectualistische trend in de filosofie, waartoe ook de levensfilosofie van Henri Bergson (1859–1941) behoorde. Hierdoor kreeg het pragmatisme een geheel ander karakter dan Peirce in het begin betoogde. Levensfilosofen zoals Maurice Blondel (1861-1949) en Lucien Laberthonnière (1860-1932) begonnen bijvoorbeeld zichzelf ook als pragmatist te omschrijven. Blondel wilde later wel weer van deze term af omdat hij zich wilde blijven onderscheiden van de wel erg pragmatische James. Peirce voelde zich zelfs zo vervreemd van zijn 'kind' dat hij een nieuwe term bedacht, het pragmaticism om zijn eigen variant te beschrijven.

### John Dewey

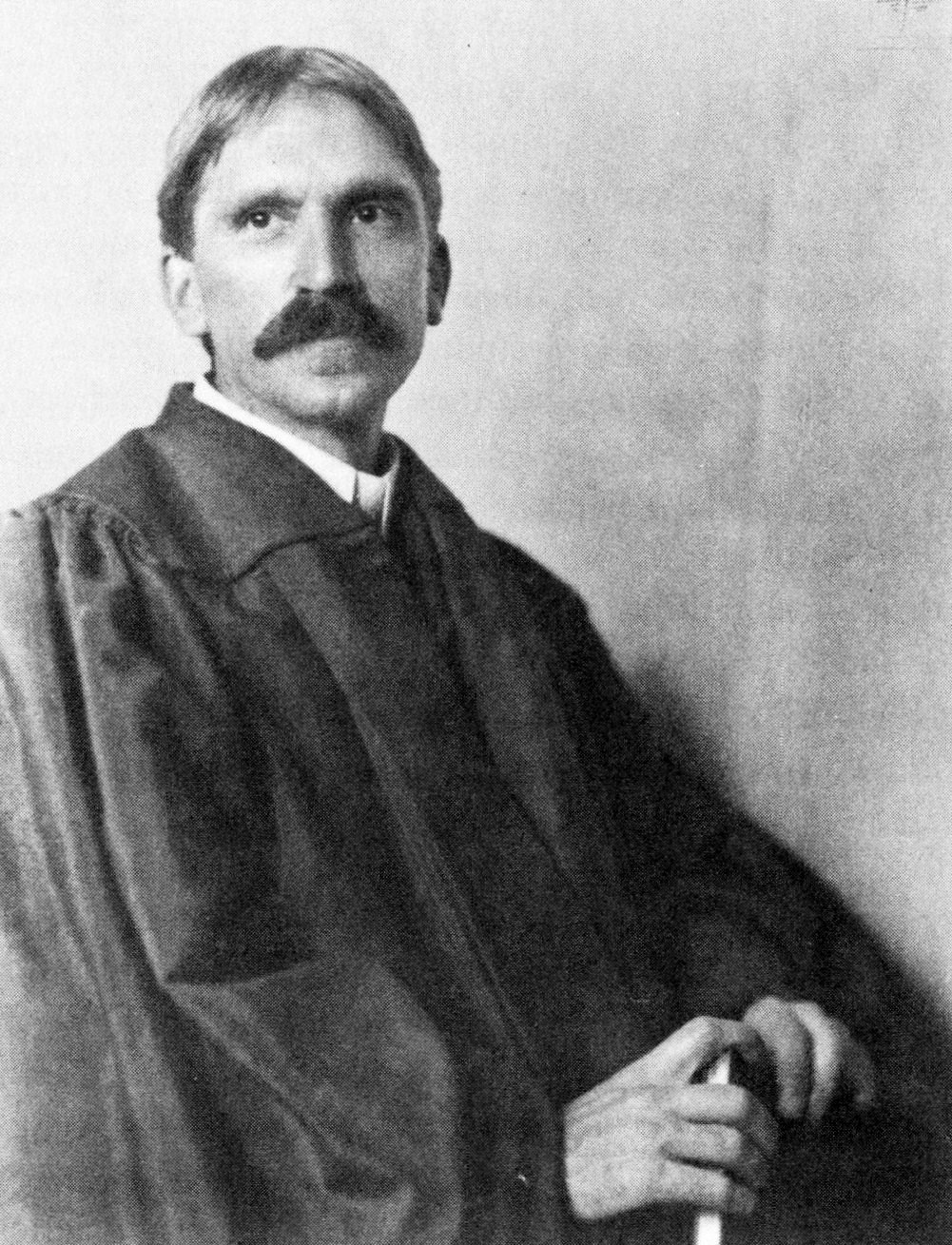
John Dewey

De derde grote naam in het klassieke pragmatistische 'triumviraat' is John Dewey, die een student was aan de Johns Hopkins-universiteit, tijdens Peirce zijn korte ambtstermijn daar. Dewey was in tegenstelling tot Peirce en in zekere mate ook James, de enige echte academische pragmatist, want hij was de enige die academische werken schreef die gericht waren aan zijn medefilosofen. In zijn werken Reconstruction in Philosophy (1920), Experience and Nature (1925) en The Quest for Certainty (1929) probeerde hij klassieke, dualistische opposities die aanwezig waren in de filosofie sinds de Grieken te ondergraven, namelijk die van schijn tegenover werkelijkheid, theorie tegenover praktijk, kennis tegenover handelen en feit tegenover waarde.. Dewey ontwikkelde het pragmatisme verder op vlak van epistemologie, maar ook op andere vlakken overdacht hij de consequenties, bijvoorbeeld op vlak van politieke filosofie en filosofie van de opvoeding. Hij had net als James ook een sterke interesse in psychologie en zag de mens als een dier onder de dieren waarbij de nadruk ligt op de strijd om te overleven en natuurlijke selectie.
Dewey werkte zich op als een toonaangevende filosoof tijdens zijn periode aan de universiteit van Chicago, waar hij samenwerkte met collega en mede-pragmatist G.H. Mead. Na zijn verplaatsing van Chicago naar de Columbia universiteit, vergrootte zijn invloed nog verder en werd het pragmatisme een belangrijke factor in het filosofische landschap in de Verenigde Staten. Vele filosofen waren wel beïnvloed door Dewey, maar er was geen werkelijke opvolger, waardoor de populariteit van het pragmatisme samen met Dewey stierf. Hoewel het vooral een Amerikaanse stroming was, had het ook vertegenwoordigers in Europa. Zo bijvoorbeeld F.C.S. Schiller (1864-1937) in Groot-Brittannië, L. Laberthonnière in Frankrijk en G. Papini (1881–1956) in Italië.
Er waren er nog wel die zich als pragmatist bestempelden, met name C. I. Lewis (1883-1964) en Sidney Hook (1902-1989), maar het pragmatisme werd grotendeels verdrongen door de analytische wijsbegeerte, met filosofen als G.E. Moore (1873-1958), Bertrand Russell (1872–1970), Ludwig Wittgenstein (1889–1951) en de Wiener Kreis.

### Hedendaagse heropleving
Het pragmatisme geniet de laatste decennia een hernieuwde aandacht, voornamelijk door het werk van W. V. O. Quine (1908–2000) en Wilfrid Sellars (1912-1989) in de jaren zestig die een herziend pragmatisme gebruikten als kritiek op het logisch positivisme. Ook gaan er stemmen op om Rudolf Carnap (1891-1970) - de leermeester van Quine - zijn latere werk te beschouwen als een soort pragmatisme.
In de jaren dat Carnap in Amerika arriveerde was het vooral John Dewey die de toon zette van het pragmatisme. Ook Charles W. Morris (1901-1979) en Sidney Hook waren nauw verwant met Carnap en zagen een sterke verwantschap tussen logisch empirisme en pragmatisme. Er zijn uiteraard wel grote verschillen. Zo wilden Dewey en C. I. Lewis hun pragmatisme funderen op een soort menselijke natuur om zo de vele - wat zij achtten - verkeerde intellectuele ondernemingen te bekritiseren en te bevechten. Carnap heeft ook wel kritiek op verscheidene metafysische ondernemingen van filosofen van zijn tijd, maar verantwoordt dit op basis van praktische overwegingen, en doet geen beroep op een menselijke natuur; alsof zulke metafysica tegen de echte waarden en doelen van het leven is.
Recenter kreeg het ook meer aandacht onder de noemer van neopragmatisme, grotendeels door het werk van Richard Rorty (1931-2007), een van de invloedrijkste pragmatisten van het einde van twintigste eeuw. Het hedendaagse pragmatisme kan over het algemeen opgesplitst worden in twee groepen: enerzijds de analytische traditie binnen het pragmatisme (o.a. Donald Davidson (1917–2003)), en anderzijds het "neoklassieke" pragmatisme (zoals bij Susan Haack (°1945)) dat zich vooral weer beroept op de oorspronkelijke pragmatisten zoals C.S. Peirce en in mindere mate op James en Dewey.
Ook de hedendaagse filosofen Hilary Putnam (1926-2016) en Jürgen Habermas (°1929) worden in verband gebracht met het pragmatisme, hoewel zij zichzelf niet geheel als pragmatist bestempelen. Verder kan men ook wijzen op een toenemende belangstelling binnen de sociologie voor het pragmatisme. In dat verband wordt er wel gesproken van de Franse school binnen het pragmatisme met auteurs zoals Bruno Latour, Michel Crozier, Luc Boltanski en Laurent Thévenot.

## Kenmerken

### Verdeeldheid
Het aanstippen van vaste en algemene kenmerken van het pragmatisme is problematisch. De pragmatische school valt immers uiteen in vele richtingen en kent vele onderling verschillende aanhangers. Arthur O. Lovejoy (1873–1962), die een student bij James op Harvard was, onderscheidde zelfs ruim 100 jaar geleden al dertien verschillende mogelijke betekenissen van 'pragmatisme', zo schreef hij:
In the present year of grace 1908 the term "pragmatism" - if not the doctrine - celebrates its tenth birthday. Before the controversy over the mode of philosophy designated by it enters upon a second decade, it is perhaps not to much to ask that contemporary philosophers should agree to attach some single meaning to the term. [...] A complete enumeration of the metamorphoses of so protean as enitity is, indeed, perhaps too much to expect: but even after we leave out the count certain casual expressions of pragmatist writers which they probably would not wish to taken too seriously, and also certain mere comonplaces from which scarcely any contemporary philosopher would dissent, there remainat least thirteen pragmatisms: a baker's dozen of contentions which are separate not merely in the sense of being discriminable, but in the sense of being logically independent, so that you may without inconsistency accept any one and reject all the others.
Deze visie op het pragmatisme is door de tijd heen niet bescheidener geworden. Zo vond de hedendaagse filosoof Richard J. Bernstein (°1932) zelfs dat Lovejoy nog bescheiden was met zijn opvatting van dertien betekenissen, hij stelt: "I suspect that today, a hundred years after Lovejoy wrote these words, many philosophers may want to suggest that Lovejoy was far too conservative in discriminating only thirteen pragmatisms."
Deze verdeeldheid vond zijn oorsprong al bij de stichters van het pragmatisme. Enerzijds is er de stichter Peirce die pragmatisme vooral typeerde als een logica, wetenschapsfilosofie en het sterk realistisch opvatte. Peirce zag zijn pragmatisme enkel als testmethode om de betekenis en nut van begrippen te testen. Om te kijken of een begrip betekenis heeft moet men dan afvragen: "hoe kan dit begrip in de praktijk betekenis hebben?" of "Wat voor invloed heeft dit begrip voor ons praktische omgang met de wereld?". Daartegenover staat dan James die zijn versie van het pragmatisme sterk met de Europese levensfilosofie verbond en het uitwerkte tot een anti-intellectualisme en instrumentalisme met een sterk nominalistisch karakter. Bij de volgelingen van James werd het pragmatisme ook veel ruimer opgevat. James legde een enorme nadruk op de empiristische inslag van het pragmatisme en vertrekt van de individuele ervaring (experience) van het individu. Dit terwijl Peirce zelf meer een sociale, universele en semiotische kijk heeft, mede door zijn visie op de taal. Latere pragmatisten verbreidden het concept ook tot andere gebieden zoals waarheid: waarheid is dat wat in de praktijk zo werkt. Het gaat dus om een verschil in interpretatie van de notie van "praktisch" of "pragmatisch". Peirce vatte praktisch op als iets dat in praktijk een verschil uitmaakt, in tegenstelling tot speculatieve metafysica. Daartegenover vatten James en latere pragmatisten het eerder op in de zin van dat wat in de praktijk werkt, op een positieve manier, en dus bevorderlijk is voor het leven en de maatschappij. Peirce stond zelf echter sceptisch tegenover de eis van direct praktisch nut omdat dit volgens hem de creatieve tendens in de wetenschap doodt.

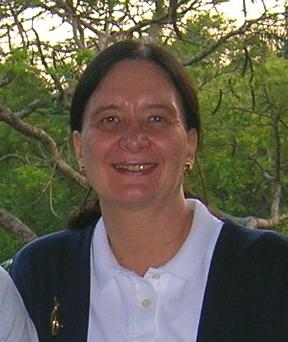
Susan Haack

Deze tegenstelling resulteerde, volgens sommige auteurs,. in een opsplitsing van het pragmatisme in twee hoofdscholen die zelfs in het hedendaags pragmatisme nog doorwerkt. Het dient echter wel vermeld te worden dat in het werk van de pragmatisten na James, zoals bij John Dewey en G.H. Mead, er daarentegen wel een grotere invloed van Peirce zelf terug te vinden is. In het hedendaags neopragmatisme van Richard Rorty klinkt vooral de door James' uitgewerkte trend, terwijl bij zogenaamde "neoklassieke" pragmatisten, zoals Susan Haack, James' interpretatie van Peirce eerder gezien wordt als een misverstand. Het echte pragmatisme vindt men volgens deze strekking enkel terug bij Peirce, en in zekere mate ook bij Mead. Dit resulteert dus in het feit dat elke nadere precisering weliswaar een betere omschrijving kan opleveren van (sub)richtingen binnen het pragmatisme, maar daarmee onvermijdelijk aan algemeenheid verliest. Wil men desondanks toch meer diepgang dan kan dat alleen door verder onderzoek te doen naar de afzonderlijke pragmatisten of scholen binnen het pragmatisme.

### Lijst van kenmerken
Een poging tot enkel kenmerken die typerend zijn voor het pragmatisme, kan als volgt worden samengevat:
- Activisme: Het pragmatisme legt een sterke nadruk op het constant veranderen van de wereld, kennis en de mens. Er staat niets vast, maar er is altijd vooruitgang en verandering. Het pragmatisme is gericht op actie; het staat dan ook wantrouwend tegenover andere (gevestigde) rationele, morele of religieuze systemen. 'Waarheid is wat werkt.'
- Instrumentalisme: Het pragmatisme wordt ook gekenmerkt door een heel sterke nadruk op de praktijk en een afkeur voor theorie. Dit kan in een milde vorm voorkomen, zoals bij Peirce, waar vooral een wantrouwen tegenover loze metafysische, abstracte of theologische uitspraken wordt gebezigd, maar ook in een sterke vorm, bij James en Dewey, waar kennis louter instrumentalistisch wordt opgevat: kennisverwerving en denken staan enkel in functie van het oplossen van praktische problemen waarmee de mens wordt geconfronteerd. Kennis wordt niet om de kennis zelf nagestreefd, maar om het praktisch nut. De vraag is niet "wat is kennis?" maar "waar wordt kennis voor gebruikt?"
- Waarheid: Het meest typerende element van het pragmatisme is wellicht de pragmatische theorie van de waarheid. Waarheid wordt door vele pragmatisten, met uitzondering van Peirce, gedefinieerd als 'dat wat werkt'. Iets is dus waar, als het in de praktijk haar vruchten afwerpt en dus adequaat kan verklaren wat er gebeurde, gebeurt en zal gebeuren. Waarheid is op deze wijze niets vaststaand, maar iets dat steeds verandert: als er morgen een betere verklaring wordt gevonden om een bepaald fenomeen te verklaren, dan is die verklaring vanaf dan de waarheid. Waarheid is (net als de betekenis van begrippen) alleen maar gelegen in haar praktische heilzaamheid. Ware ideeën zijn niet transcendent of op een andere mysterieuze wijze aanwezig in de wereld. Opvallend is dat Peirce er een andere opvatting op nahield: waarheid is het ideaal waarnaar men als groep wetenschappers streeft.
- Antiscepticisme: Aansluitend op de pragmatische waarheidsopvatting kenmerkt het pragmatisme zich ook door een vijandigheid tegenover het klassieke probleem van het filosofisch scepticisme en de trend om aan alles te twijfelen. Iemand als Peirce verwerpt bijvoorbeeld de cartesiaanse twijfel als een kunstmatige en onnatuurlijke twijfel dat onderscheiden moet worden van echte twijfel.[20]
- Fallibilisme: de eigen kennisopvatting van het pragmatisme kan opgevat worden onder de term 'fallibilisme': kennis staat nooit vast, maar het is altijd mogelijk dat een inzicht, dat vandaag de dag voor zeker uitgaat, morgen opnieuw in vraag wordt gesteld. De hedendaagse filosoof Hilary Putnam stelde dat de unieke combinatie tussen antiscepticisme en fallibilisme misschien wel de grootste verdienste was van het pragmatisme.[19]
- Anti-intellectualisme: Voornamelijk door toedoen van James, wordt het pragmatisme ook vaak geassocieerd met een anti-intellectualistische en irrationele stellinginame. Zo schrijft James dat: "A pragmatist [...] turns away from abstraction and insufficiency, from verbal solutions, from bad a priori reasons, from fixed principles, closed systems, and pretended absolutes and origins [... and] turns towards concreteness and adequacy, towards facts, towards action and towards power."[21] Op dit punt sluit het pragmatisme sterk aan bij de levensfilosofie met filosofen als Henri Bergson en Wilhelm Dilthey.
- Antidualisme: Vele pragmatisten hebben ook sterke kritiek op een hele reeks van klassieke dualismen zoals de subject-objectscheiding, het onderscheid tussen feiten en waarden, theorie en praktijk, enzovoort.
- Pluralisme: Het pragmatisme staat ook in het algemeen vijandig tegenover monistische en determnistische opvattingen van de werkelijkheid. De nadruk wordt gelegd op de verscheidenheid van ervaringen en elementen in de werkelijkheid enerzijds, en de creatieve en producerende vrijheid van mens en maatschappij anderzijds.
- Darwinisme: Pragmatisten zijn sterk geïnspireerd door de evolutietheorie van Charles Darwin en de mens wordt dan ook opgevat als een dier tussen de andere dieren. De mens bekleedt dus geen speciale plaats in het universum. De menselijke rede is niets speciaals dat tot de kern van de werkelijkheid zou kunnen doordringen, maar iets dat enkel gericht is op het oplossen van praktische problemen.

### Empirisme
Het pragmatisme is ook nauw verbonden met het empirisme. Omdat pragmatisten zo sterk door het empirisme beïnvloed zijn, staan ze veelal diametraal tegenover rationeel ingestelde filosofen, die er immers van uitgaan dat ten minste enkele dingen (a priori) kenbaar zijn. Een goed voorbeeld hiervan is James, die zijn filosofie ook kenmerkte als 'radicaal empirisme' (radical empiricism). Zijn filosofie was radicaal in de zin dat het een sterk naturalisme voorstond, eerder dan een extreem empirisch standpunt. Zie vooral zijn Essays in Radical Empiricism (1912).
Toch moet men het pragmatisme niet gelijkstellen met het empirisme: er zijn vele verschillen tussen beide stromingen. Vooral het werk van Peirce, die zich sterk afzet tegen de te empiristische trekken van James, kan niet geheel onder het empirisme worden geplaatst, maar staat er ook niet geheel los van. Zijn pragmatische maxime is nauw verwant met het verificatiebeginsel van het logisch empirisme, maar is ruimer: het laat ook entiteiten toe die niet rechtstreeks empirisch waar te nemen zijn, maar indirect via hun gevolgen te testen zijn. Een ander verschil is de invloed van Immanuel Kant op Peirce: net als Kant, stelde Peirce, dat observatie het belangrijkste is voor de wetenschap. Observatie bestaat echter niet enkel uit ervaring, maar ook uit denken en de rede. Empirisme is dus niet voldoende volgens Peirce.

## Pragmatisten
Klassieke pragmatisten
- Jane Addams
- Edward Ames
- Maurice Blondel
- John Dewey
- Oliver Wendell Holmes
- Sidney Hook
- William James
- C.I. Lewis
- Lucien Laberthonnière
- Alain Locke
- G.H. Mead
- Charles W. Morris
- Giovanni Papini
- C.S. Peirce
- M. Pradines
- A. Rey
- Édouard Le Roy
- F.C.S. Schiller
- Georges Sorel
- James Tufts
- Hans Vaihinger
- Chauncey Wright

Moderne pragmatisten
- Karl-Otto Apel
- Richard J. Bernstein
- Robert Brandom
- Rudolf Carnap
- Donald Davidson
- Stanley Fish
- Susan Haack
- Hans Joas
- Mark Johnson
- Paul Kurtz
- Larry Laudan
- Joseph Margolis
- Richard Poirier
- Richard A. Posner
- Hilary Putnam
- W. V. O. Quine
- Nicholas Rescher
- Richard Rorty
- Wilfrid Sellars
- Cornel West